# Arthroleptides dutoiti
Arthroleptides dutoiti és una espècie de granota de la família dels petropedètids que es troba a Kenya i, possiblement també, a Uganda.
Viu als rius i a les muntanyes humides de clima tropical o subtropical.Està amenaçada per la pèrdua del seu hàbitat natural.